# Teodoto Etolo
Teodoto, detto Etolo (in greco antico: Θεόδοτος ο Αιτωλός?, Theódotos o Aitolós; fl. 221-215 a.C.), è stato un militare e funzionario greco antico proveniente dall'Etolia, che servì i regni ellenistici dell'Egitto tolemaico e dell'impero seleucide sotto Tolomeo IV Filopatore e Antioco III il Grande.

## Biografia
Nel 221 a.C. Teodoto era governatore militare (στρατηγός, strategós) di Celesiria per il faraone Tolomeo IV Filopatore; in quell'anno il suo territorio fu attaccato dall'esercito del sovrano dell'impero seleucide Antioco III il Grande, appena salito al trono, ma, grazie all'abilità militare di Teodoto, Antioco si ritirò subito. Sperando di essere ricompensato da Tolomeo per i suoi servizi, Teodoto si recò ad Alessandria, dove fu quasi ucciso per dei giochi di potere tra i membri della corte. Disgustato dalla capitale del regno, Teodoto tornò velocemente in Celesiria nel 220 a.C.
Quando fu nuovamente nel suo governatorato, Teodoto, ritenendo Tolomeo indegno di quei territori, consegnò ad Antioco le importanti città di Tolemaide di Fenicia e Tiro
e nel 219 a.C. si sottomise definitivamente all'impero seleucide. Antioco, quindi, marciò verso i suoi nuovi territori ma Nicolao, un generale fedele a Tolomeo, scoperte le trattative tra Antioco e Teodoto, assediò quest'ultimo a Tolemaide. Quando Antioco arrivò, però, Nicolao non riuscì a fermarlo e Teodoto giurò fedeltà all'imperatore seleucide.
Teodoto, quindi, passato l'inverno, nel 218 a.C. sconfisse Nicolao, al quale Tolomeo aveva dato il comando dell'esercito. Nel 217 a.C., in piena quarta guerra siriaca, Teodoto entrò nell'accampamento dei tolemaici dove sperava di uccidere il re; tuttavia Dositeo, un funzionario egizio, aveva fatto spostare il re in un'altra tenda per la sua sicurezza e così Teodoto uccise solamente due guardie e un fisico al servizio di Tolomeo. Pochi giorni dopo, durante la battaglia di Rafah, Teodoto fu messo a capo di diecimila uomini macedoni ben addestrati; la battaglia fu però vinta dai tolemaici. Nel 215 a.C., infine, Teodoto fu insieme a Lagora il comandante delle truppe al servizio di Antioco che entrarono per prima per occupare la città di Sardi.